# مدس جوئل اندرسون
مدس جوئل اندرسون (انگلیسی: Mads Juel Andersen؛ زادهٔ ۲۷ دسامبر ۱۹۹۷) بازیکن فوتبال اهل دانمارک است.
از باشگاه‌هایی که در آن بازی کرده‌است می‌توان به باشگاه فوتبال کویه اشاره کرد.
وی همچنین در تیم ملی فوتبال زیر ۱۹ سال دانمارک بازی کرده‌است.